# Tossal Rodó (Os de Balaguer)
El Tossal Rodó és una muntanya de 508 metres que es troba al municipi d'Os de Balaguer, a la comarca catalana de la Noguera.